# Dinah Pfizenmaier
Dinah Pfizenmaier (Bielefeld, 13 gennaio 1992) è un'ex tennista tedesca.

## Carriera
Dinah Pfizenmaier disputa per la prima volta nella sua carriera un torneo dello Slam al Roland Garros 2012. In tale circostanza riesce ad entrare nel main-draw dopo aver battuto nelle qualificazioni nell'ordine: Kristýna Plíšková, Misaki Doi e Mónica Puig. Al primo turno ha eliminato la giovane francese Caroline Garcia per poi cedere al turno successivo contro la numero 1 del mondo Viktoryja Azaranka per 1-6, 1-6.

## Statistiche

### Singolare

#### Titoli ITF vinti (9)
| Legenda          |
| ---------------- |
| Tornei 100 000 $ |
| Tornei 75 000 $  |
| Tornei 50 000 $  |
| Tornei 25 000 $  |
| Tornei 10 000 $  |

| No. | Data              | Torneo       | Superficie    | Avversaria in finale    | Risultato        |
| --- | ----------------- | ------------ | ------------- | ----------------------- | ---------------- |
| 1.  | 22 agosto 2011    | Braunschweig | Terra rossa   | Syna Kayser             | 7-6(5), 6-1      |
| 2.  | 12 settembre 2011 | Rotterdam    | Terra rossa   | Stephanie Vogt          | 3-6, 6-1, 6-1    |
| 3.  | 26 settembre 2011 | Plovdiv      | Terra rossa   | Jovana Jakšić           | 6-4, 6-4         |
| 4.  | 24 ottobre 2011   | Netanya      | Cemento       | Çağla Büyükakçay        | 7-6(5), 4-6, 6-1 |
| 5.  | 23 gennaio 2012   | Kaarst       | Sintetico (i) | Alison Van Uytvanck     | 6-4, 6-4         |
| 6.  | 19 marzo 2012     | Phuket       | Cemento (i)   | Noppawan Lertcheewakarn | 6-2, 6-4         |
| 7.  | 25 febbraio 2013  | Maiorca      | Terra rossa   | Anastasia Grymalska     | 6-4, 4-6, 7-5    |
| 8.  | 1º aprile 2013    | Valencia     | Terra rossa   | Justine Ozga            | 6-3, 6-1         |
| 9.  | 7 luglio 2013     | Versmold     | Terra rossa   | Maryna Zanevs'ka        | 6-4, 4-6, 6-4    |

### Risultati in progressione
| Sigla | Risultato               |
| ----- | ----------------------- |
| V     | Vincitore               |
| F     | Finalista               |
| SF    | Semifinalista           |
| O     | Oro olimpico            |
| A     | Argento olimpico        |
| SF    | Bronzo olimpico         |
| QF    | Quarti di Finale        |
| 4T    | Quarto turno            |
| 3T    | Terzo turno             |
| 2T    | Secondo turno           |
| 1T    | Primo turno             |
| RR    | Round Robin             |
| LQ    | Turno di qualificazione |
| A     | Assente                 |
| ND    | Non disputato           |

| Legenda superfici    |
| -------------------- |
| Cemento              |
| Terra battuta        |
| Erba                 |
| Superficie variabile |

#### Singolare nei tornei del Grande Slam
| Torneo          | 2012 | 2013 | 2014 | 2015 | V--S |
| --------------- | ---- | ---- | ---- | ---- | ---- |
| Australian Open | A    | A    | 1T   | A    | 0-1  |
| Open di Francia | 2T   | 3T   | 2T   | 1T   | 4-4  |
| Wimbledon       | A    | A    | 1T   |      | 0-1  |
| US Open         | A    | 1T   | A    |      | 0-1  |
| Totale          | 1-1  | 2-2  | 1-3  | 0-1  | 4-7  |

#### Doppio nei tornei del Grande Slam
Nessuna partecipazione

#### Doppio misto nei tornei del Grande Slam
Nessuna partecipazione